# 齐雷索韦
齐雷索韦（ziresovir、RO-0529、AK0529，化学式C22H25N5O3S）是一种抗病毒药，被开发用于治疗呼吸道合胞病毒感染。它作为一种融合抑制剂，在II期临床试验中显示出较好的疗效。